# Jeffrey Karoff
Jeffrey Karoff (Estados Unidos, 6 de setembro de 1954) é um cineasta americano. Como reconhecimento, foi nomeado ao Oscar 2014 na categoria de Melhor Documentário em Curta-metragem por Cavedigger.